# W Tauri
W Tauri är en halvregelbunden variabel av SRB-typ i stjärnbilden Oxen. 
Stjärnan varierar mellan visuell magnitud +8,2 och 13 med en period av 245 dygn.